# Цзє-ван
Цзє-ван (кит. трад.: 桀; 1728—1675 до н. е.) — 17-й і останній володар (ван) династії Ся приблизно з 1640/1639 до 1600 року до н. е.

## Життєпис
Був сином Фа-вана. Про життя його відомо замало з огляду на те, що перші китайські історики давали йому виключно негативну характеристику. Вказувалося, що Цзє не здійснив жодного справедливого та гарного вчину. Більш-менш зрозуміло, що Цзе-ван мало займався державними справами, водночас відійшов від споконвічних традицій, досягши абсолютної влади, незважаючи на місцевих правителів. Водночас захоплювався вином та жінками. Ймовірно, перебував під впливом своїх наложниць Мейсі, Цзяоцзе.
Внаслідок своєї політики Цзє-ван вступив у конфлікт із чиновниками, яких очолив впливовий сановник Гуань Лунфен. Ймовірно наприкінці правління Цзє-ван став страждати манією величі. Зрештою дії Цзє-вана призвели до повстання знаті за підтримки вождя шанського племені чентана, який розбив сяське військо у битві при Мінтяо, повалив Цзє-вана й династію Ся. Після цього Цзє-ван був засланий до області Наньчао (сучасна провінція Аньхой).